# Augustyn Baran
Augustyn Baran (ur. w listopadzie 1944 r. w Izdebkach, zm. 21 lipca 2010 w Brzozowie) – polski prozaik, historyk i dziennikarz, absolwent Uniwersytetu Warszawskiego.
Absolwent Liceum Ogólnokształcącego w Brzozowie z 1963.
Współpracował z wieloma gazetami publikując na ich łamach artykuły prasowe, reportaże, recenzje literackie. Otrzymał ponad sto nagród literackich, z których najbardziej cenił te zdobyte w konkursie organizowanym co trzy lata przez Miejską Bibliotekę Publiczną im. Grzegorza z Sanoka w Sanoku. 
Pobyt u niego opisuje Andrzej Stasiuk w książce Grochów.
Od 2005 zmagał się ze skutkami wylewu krwi do mózgu, częściowo sparaliżowany, przebywał w ośrodkach rehabilitacyjnych. Zmarł 21 lipca 2010 w Domu Pomocy Społecznej w Brzozowie, pochowany w Izdebkach. 

## Twórczość
- Głowa wroga (opowiadania, 1999, Wydawnictwo Czarne, ISBN 83-87391-15-8)
- Tau tau (opowiadania, 2000, Oficyna Wydawnicza Atut, ISBN 83-87299-37-5)
- W pełni księżyca (zbiór reportaży, 2004, Wydawnictwo Nonparel, ISBN 83-88858-65-3)